# Guantes de látex

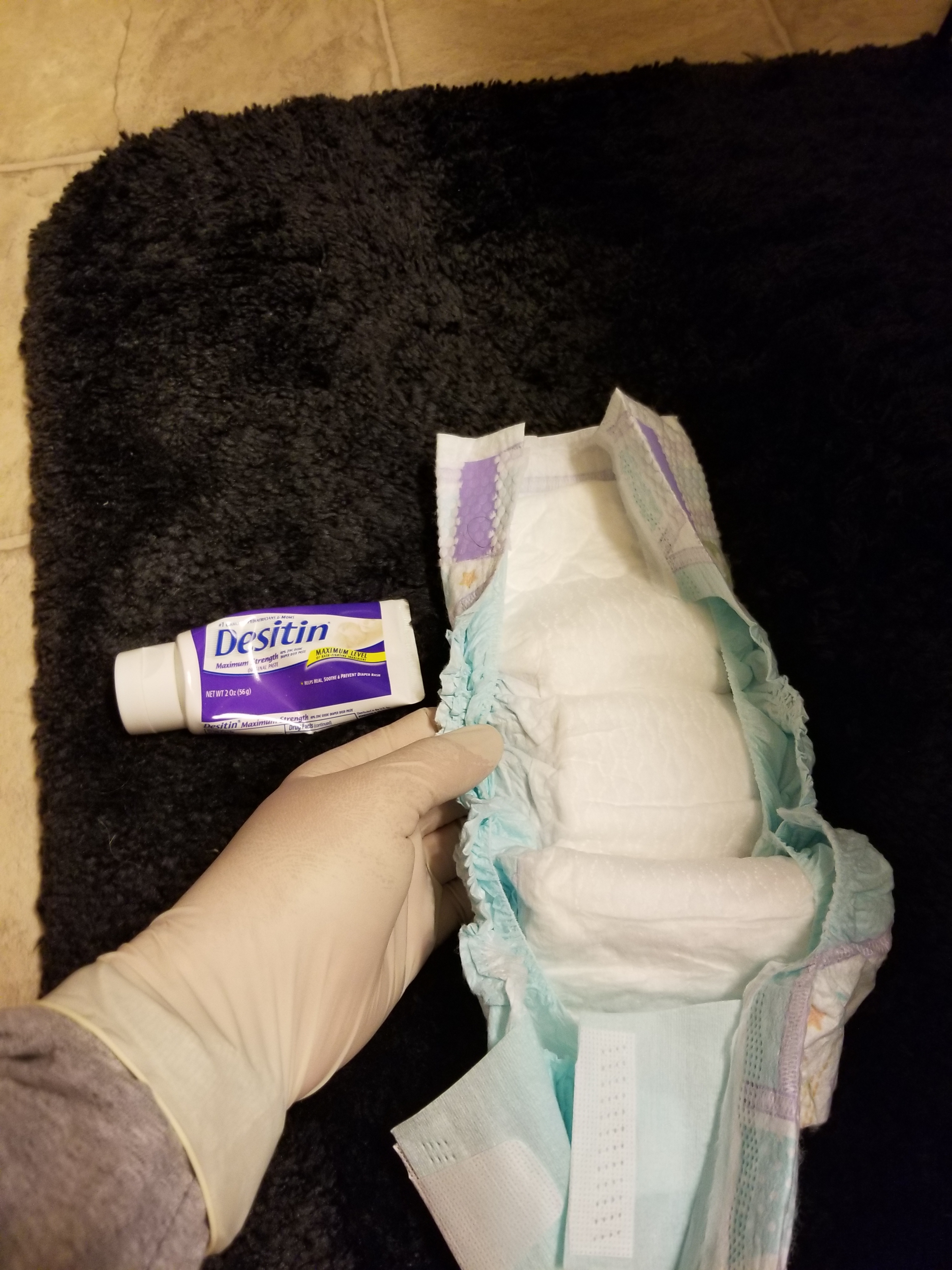
Un cuidador de niños usando guantes de látex desechables cuando cambia un pañal

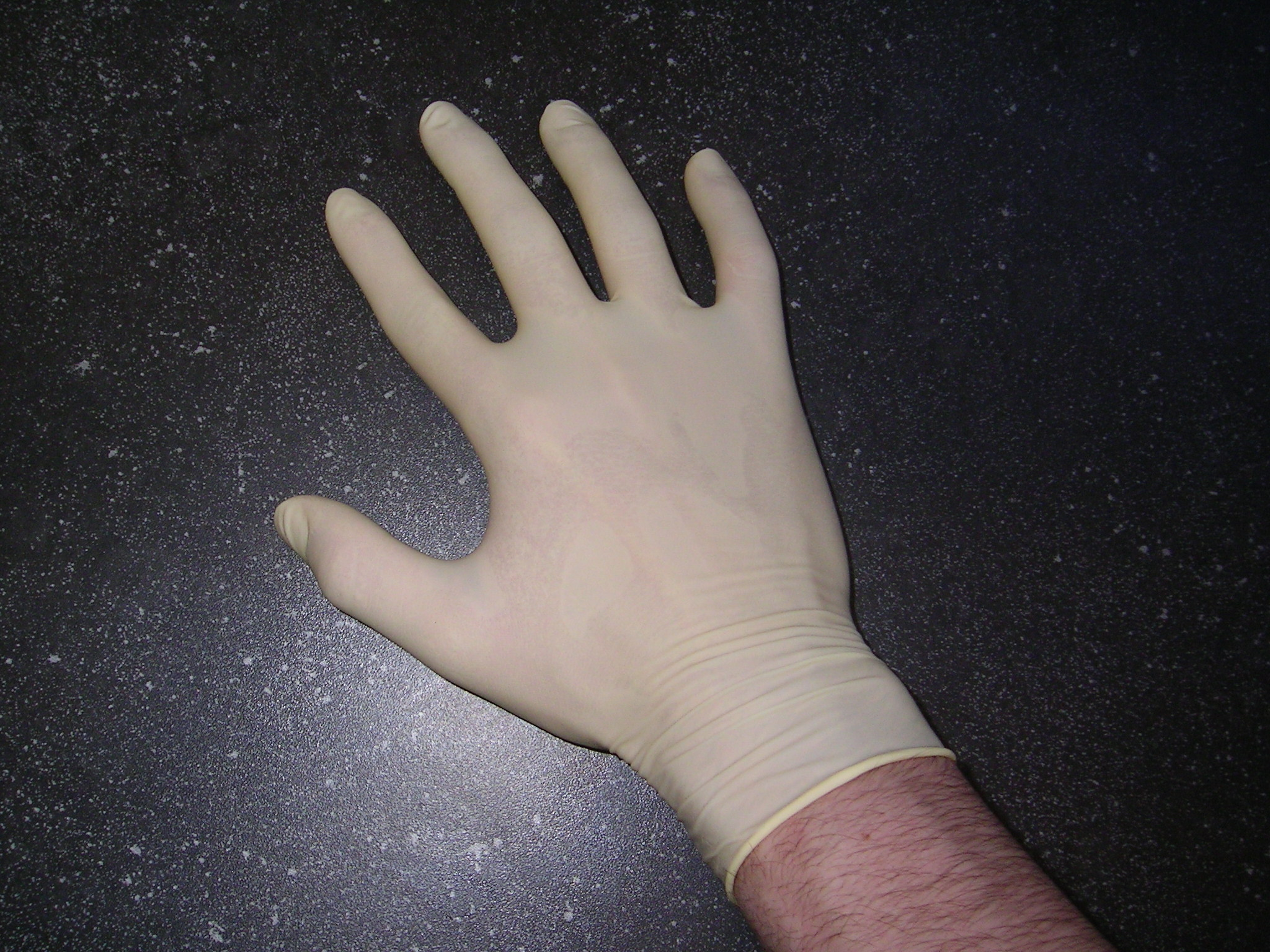
Un guante de PVC.

Los guantes de látex, goma o caucho son un tipo de guante fabricado de elastómeros. 
Tienen su principal uso en los trabajos relacionados con elementos químicos y/o que requieren limpieza. Se pueden llevar puestos al lavar platos para proteger las manos del detergente y del agua caliente.
El uso de los guantes de látex para auxiliar un accidentado es cada vez más común para evitar el contagio de enfermedades. En la mayoría de los cursos de primeros auxilios y socorrismo, se enseñan técnicas para ponerse y sacarse los guantes evitando que la sangre o fluido sobre el guante entre en contacto con la piel o la ropa del socorrista.
Algunas de las reglas básicas que se enseñan son: revisar los guantes para estar seguros que no estén rotos, no dejar que ninguna persona entre en contacto con material contaminado, tirar los guantes en una bolsa marcada para no confundirlo con basura común; lavarse las manos luego de sacarse los guantes; etc. 
Una vez puestos los guantes y contaminados con sangre o algún fluido de la víctima no debe acomodarse los lentes, secarse el sudor o tocarse la cara pues puede facilitar el contagio.
Los guantes de látex empolvados pueden causar a alérgicos al látex reacciones alérgicas como dermatitis severa y asma. En este caso, se recomienda que usen guantes de látex sintético sin polvo, por ejemplo guantes de nitrilo o vinilo.